# John Boorman
John Boorman, född 18 januari 1933 i Shepperton i Surrey, är en brittisk filmskapare.

## Filmografi i urval
- 1967 – Point Blank (regi)
- 1968 – Duell i Söderhavet (regi)
- 1972 – Den sista färden (regi och produktion)
- 1974 – Zardoz (manus, regi och produktion)
- 1977 – Exorcisten II: Kättaren (regi och produktion)
- 1981 – Excalibur (manus, regi och produktion)
- 1985 – Amazonas - smaragdskogen (regi och produktion)
- 1987 – Hope and Glory (manus, regi och produktion)
- 1995 – Skugga över Rangoon (regi och produktion)
- 1995 – Lumière et Compagnie
- 1998 – Generalen (manus, regi och produktion)
- 2001 – Skräddaren i Panama (manus, regi och produktion)